# Valentinita
La valentinita és un mineral de la classe dels òxids. Va ser descoberta i descrita per Wilhelm Karl von Haidinger el 1845, el qual que li ha donat el nom en honor d'un alquimista alemany Basilius Valentinus (devers 1394), que hauria escrit sobre antimoni. La identitat de Valentinus no és provada i el nom és probablement un pseudònomin del qual es van fer servir diferents alquimistes.

## Característiques
La valentinita és un òxid simple d'antimoni. A més dels elements de la seva fórmula, Sb₂O₃, sol portar com a impuresa arsènic. Cristal·litza en el sistema ortoròmbic formant cristalls prismàtics, de vegades aplanats, o agregats de cristalls en forma estrellada. També s'hi pot trobar de manera lamel·lar, columnar, granular o massiva.
Segons la classificació de Nickel-Strunz, la valentinita pertany a «04.CB: Òxids amb proporció metall:oxigen = 2:3, 3:5, i similars, amb cations de mida mitjana» juntament amb els següents minerals: brizziïta, corindó, ecandrewsita, eskolaïta, geikielita, hematites, ilmenita, karelianita, melanostibita, pirofanita, akimotoïta, auroantimonita, romanita, tistarita, avicennita, bixbyita, armalcolita, pseudobrookita, mongshanita, zincohögbomita-2N2S, zincohögbomita-2N6S, magnesiohögbomita-6N6S, magnesiohögbomita-2N3S, magnesiohögbomita-2N2S, ferrohögbomita-6N12S, pseudorútil, kleberita, berdesinskiita, oxivanita, olkhonskita, schreyerita, kamiokita, nolanita, rinmanita, iseïta, majindeïta, claudetita, estibioclaudetita, arsenolita, senarmontita, bismita, esferobismoïta, sillenita, kyzylkumita i tietaiyangita.

## Formació i jaciments
Va ser descoberta en una mina d'Allemond a la regió Roine-Alps (França). Es forma com a producte de l'alteració de diversos minerals de l'antimoni a la zona d'oxidació de jaciments d'antimoni hidrotermals. Sol trobar-se associada a altres minerals com: estibina, antimoni natiu, estibiconita, cervantita, quermesita o tetraedrita. Pot ser extret a les mines com a mena d'aquest important metall. S'ha descrit en tots els continents exeptuant l'Antàrtida; a Catalunya s'ha descrit a la Vall de Ribes i a les Mines de la Collada Verda (Ripollès).